# William Cockerill, Junior

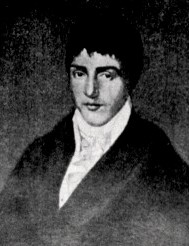
William Cockerill, Junior

William Cockerill (* 18. April 1784 in Haslingden, Lancashire; † 16. Juni 1847 in Guben) war ein britischer Unternehmer, der als Textilmaschinen- und Wollfabrikant hauptsächlich in Guben und Cottbus die Industrialisierung maßgeblich voranbrachte.

## Leben und Wirken
William Cockerill war der älteste Sohn des aus England stammenden im Raum Lüttich tätigen Textilmaschinen- und Eisenfabrikanten William Cockerill, Senior und der Elisabeth (Betty) Charles (1760–1823). Seine bekannten Brüder waren die Industriellen John Cockerill und James Cockerill. Schon 1797 mit erst 13 Jahren begleitete William seinen Vater bei dessen unternehmerischen Aktivitäten in Schweden, Hamburg und schließlich ab 1799 in Verviers und erlernte dabei das Handwerk des Maschinenbauers. Im Jahr 1807 machte sich Cockerill mit dem Maschinisten James Hudson (1773–1833), der zuvor für seinen Vater gearbeitet hatte, als Textilmaschinenfabrikant in Verviers selbstständig. 1810 gründete er dazu noch eine Spinnerei in Reims, die aber nach wenigen Jahren bereits abbrannte und nicht mehr neu aufgebaut wurde.
Schließlich verlagerte Cockerill 1816 seine Aktivitäten vollständig in das von den Franzosen befreite Königreich Preußen und richtete auf Wunsch des Gubener Textilunternehmers Gottfried Böhme sowohl in Guben als auch in Cottbus neue Spinnereien ein. Dieser hatte zuvor in der 1814 von John und James Cockerill in Berlin gegründeter Wollspinnerei produzieren lassen, hielt es aber dann für zweckdienlicher, eine derartige Fabrik in der Lausitz zu errichten. Aus diesem Anlass erwarb William Cockerill, anfangs noch mit organisatorischer und finanzieller Hilfe seines Bruders John, zunächst die alte Klostermühle in Guben, in der er eine Wollspinnerei einrichtete. Im Jahr 1818 stattete er die Fabrik mit der ersten Dampfmaschine aus, es dauerte aber noch bis 1843, um sie vollständig mit Dampf betreiben zu können.

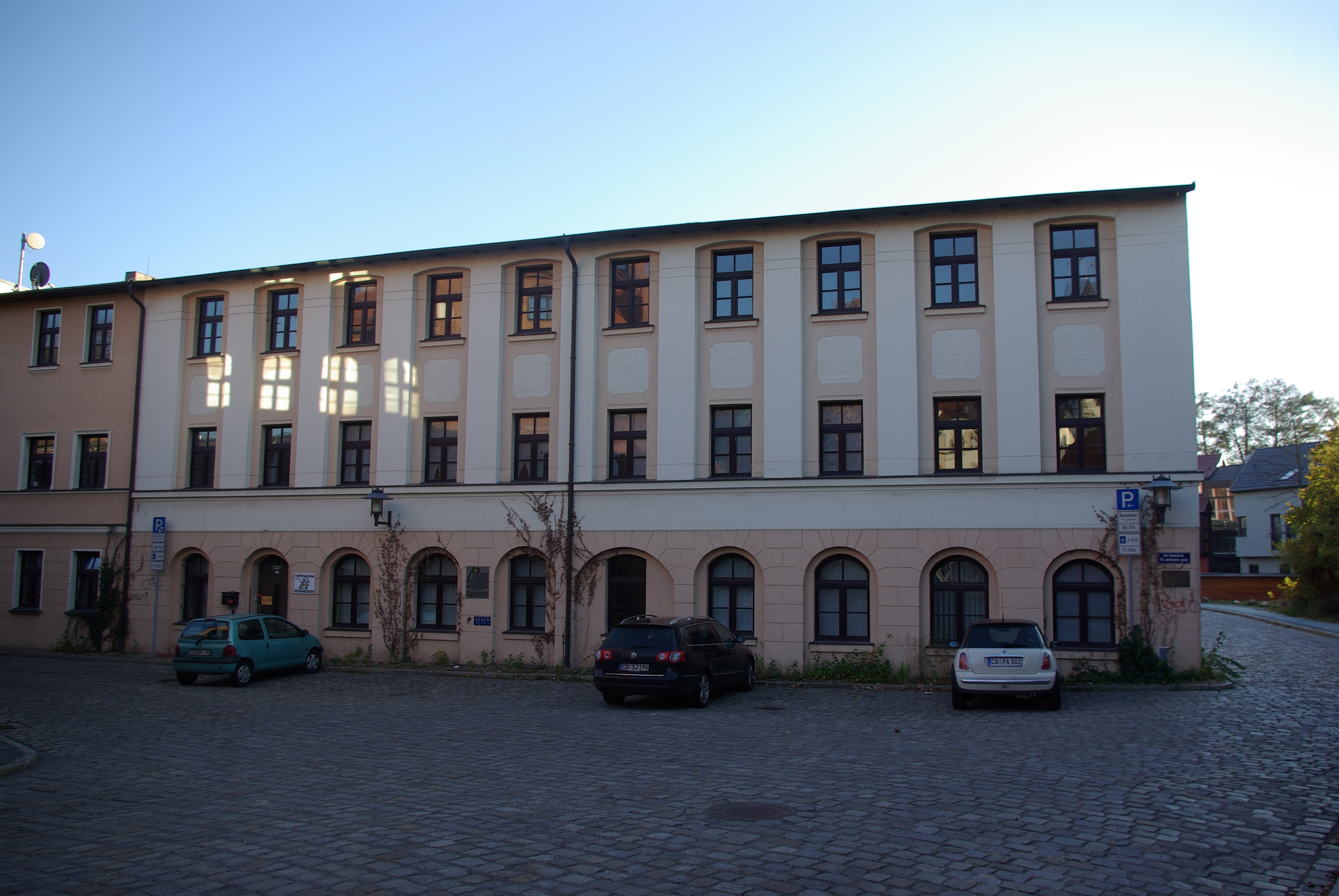
Von Cockerill 1830 erbaute Fabrik in Cottbus

Im gleichen Zeitraum wie in Guben, baute William Cockerill mit staatlicher Unterstützung seitens des preußischen Finanzministers Hans Graf von Bülow auch im Fürstenhaus des Cottbuser Schlosses eine Wollgarnspinnerei auf. Im September 1818 pachtete er zusätzlich den Hofraum des Schlosses und Anfang 1819 das Hofpredigerhaus als Betriebsstätte. Nach zehnjähriger ununterbrochener Pacht ging schließlich die Schlossanlage in seinen Besitz über. Darüber hinaus richtete Cockerill 1822 in Kutzeburg bei Cottbus eine Tuchappreturanstalt ein, die er mit Maschinen und Maschinenteilen aus den Lütticher Werkstätten seines Bruders John ausstattete. Im Jahr 1830 ließ Cockerill eine weitere Fabrik erbauen, die eine der ersten mit Wasserkraft betriebenen Spinnereifabriken in Cottbus war und die er fünf Jahre später dem Fabrikanten Ernst Rodig übertrug. Das Fabrikgebäude in der heutigen Straße Am Amtsteich 18 steht mittlerweile unter Denkmalschutz.
Das in Cockerills Fabriken produzierte Garn war überregional als Cockerillscher Faden bekannt und begehrt und galt als Qualitätsmaßstab. Dabei hielt er von etwa 1830 bis 1845 das Wollgarnmonopol und konnte dadurch die Preise auf dem Markt selber bestimmen. Auf seinem Gebiet galt Cockerill als Pionier der industriellen Revolution in den Städten Guben und Cottbus, womit er allerdings auch einen gewichtigen Anteil am Niedergang des alten Tuchmacherhandwerkes hatte. Für seine Verdienste wurde er mit dem Roten Adlerorden ausgezeichnet sowie posthum mit einer nach ihm benannten Straße in Guben geehrt, die nach dem Zweiten Weltkrieg in August-Bebel-Straße umbenannt wurde.
Nach seinem Tod im Jahr 1847 wurden die Cockerill’schen Fabriken veräußert, von denen lediglich die Gubener Fabrik zuletzt als Teil des VEB Gubener Wolle noch bis 1990 produzierte. Diese ehemalige Fabrik an der heutigen Cottbuser Straße 1, bestehend aus Wohngebäude, Pförtnerhaus mit einem Fragment der Einfriedung, einem Teil des Fabrikgebäudes 3 und Resten der Gartenanlage, ist mittlerweile unter Denkmalschutz gestellt worden.

## Familie
William Cockerill war in erster Ehe verheiratet mit Ernestine Henriette Edle von Scheibler (* 1791), Tochter des Monschauer Tuchfabrikanten Paul Edler von Scheibler (1758–1805) und die sehbehindert war und später vollständig erblindete. Mit ihr hatte er einen Sohn, der im Alter von drei Jahren durch Ertrinken umkam. Die Ehe ging danach offensichtlich auseinander, denn Henriette wird in keiner Quelle mehr erwähnt. In zweiter Ehe heiratete Cockerill Wilhelmine von Maaßen, Tochter des preußischen Handelsministers Karl Georg Maaßen. Diese Ehe blieb kinderlos.